# Centre informatique Provence Alpes Méditerranée
Le Centre Informatique Provence Alpes Méditerranée (CIPAM) est un centre informatique des URSSAF qui dépend de l'ACOSS. 
L'ensemble du CIPAM est certifié ISO 9001 version 2000.

## Les équipes du CIPAM
Un effectif de 92 personnes réparties sur les sites de Marseille et Montpellier composent les équipes suivantes :
- Le support aux utilisateurs
- La production
  - L'exploitation
  - L'éditique
  - L'architecture système
  - Les réseaux et télécommunications
- Les études et développements
  - L'identification du redevable
  - L'obligation de déclarer
  - Le Centre de Formalités des Entreprises
  - Le Référentiel des Entreprises et des Individus
- La sécurité
- La qualité

## Les missions

### locales
C'est un organisme de type CERTI (Centre Régional de Traitement de l'Information), et à ce titre sa mission consiste à assurer la production informatique de ses organismes adhérents :
- URSSAF d'Ajaccio
- URSSAF d'Avignon
- URSSAF de Carcassonne
- URSSAF de Digne les Bains
- URSSAF de Gap
- URSSAF de l'Hérault
- URSSAF de Marseille
- URSSAF de Mende
- URSSAF de Nice
- URSSAF de Nîmes
- URSSAF de Perpignan
- URSSAF de Toulon
- CRFP de Marseille
- CSS de Mayotte

### nationales
- Les équipes chargées des études et développements sont fortement mobilisées autour des missions nationales (reprise d’antériorité des créances maladie, calcul des cotisations 2009, Appels de cotisations trimestrielles RSI, Mise en œuvre du portail de déclaration du nouveau régime «auto‐entrepreneur » …)
- Le CIPAM est chargé depuis septembre 2009 de la mission nationale de portage administratif du Pôle National de Rénovation. Sa caisse nationale, l'ACOSS, a décidé de réécrire le programme de gestion des cotisants, pour permettre aux URSSAF de recouvrir les cotisations de partenaires (caisses de retraite, UNEDIC. )Pour ce faire depuis mars 2010, le CIPAM recrute des chefs de projet et développeurs en informatique, 25 personnes ont déjà été embauchées pour conduire ce projet sur les sites de Marseille, Toulouse, Lyon, Paris et Valbonne. Les recrutements se poursuivent jusqu'au début de l'année 2011. D'ici 8 ans, cet organisme devrait pouvoir mettre à disposition des URSSAF un nouvel outil de gestion des cotisants.
- Le CIPAM participe également activement aux projets  nationaux  prévus  dans  le  cadre  du Schéma  Directeur  2006‐2009 (Cossec,   Naiad, Essor, Sumo, SX3…)